# Калинковицький район
Калинковицький район (біл. Калінкавіцкі раён, Kalinkavicki rajon; біл. тарашк. Каленкавіцкі раён; Kalenkavicki rajon) — адміністративна одиниця в центрі Гомельської області. Адміністративний центр — місто Калинковичі.

## Географія
Площа району становить 2740 км кв (4-те місце). Район межуэ із Мозирським, Петриковським, Октябрьським, Свєтлогорським, Речицьким, Хойницьким районами.
Основні річки — Прип'ять, Виша, Тремля, Іпа, Ненач, Закаванка, Віть.

## Історія
До 3 березня 1924 року територія району входила до складу РРФСР. Район утворений 17 липня 1924 року, але 26 липня 1930 року його скасували, а територію включили до складу Мозирського району. Містечко Калинковичі отримало статус міста 3 липня 1925 року, 3 липня 1939 року район знову утворений як самостійна адміністративна одиниця.
3 грудня 1998 року на сесії міської й районної рад депутатів було ухвалене рішення про об'єднання Калинковицького району й міста Калинковичі в одну адміністративно-територіальну одиницю — Калинковицький район з адміністративним центром у Калинковичах.

## Демографія
Населення району — 65 200 чоловік (6-те місце), у тому числі в міських умовах проживають 39 500 чоловік. Усього налічується 130 населених пунктів.

## Транспорт
Автобусний парк району нараховує 33 автобуса й 2 мікроавтобуси, що працюють на двох міських й 21 приміському маршрутах.

## Визначні пам'ятки
У районі розташовані села Малі Автюки і Великі Автюки, у яких регулярно проводиться фестивать гумору.

## Відомі особистості
У районі народились:
- Алісейко Володимир Титович (1921—1981) — радянський вояк, Герой Радянського Союзу (с. Косетов).
- Білий Андрій Анисимович (1922—2011) — радянський вояк, Герой Радянського Союзу (с. Новинки).
- Каршуков Євген Іванович (1915—1998) — білоруський письменник, перекладач (с. Давидовичі).